# Pont de Ribelles
El Pont de Ribelles és una obra de Vilanova de l'Aguda (Noguera) inclosa a l'Inventari del Patrimoni Arquitectònic de Catalunya.

## Descripció
És de 4 arcs,tot de pedra amb tres tallamars, no ha tingut mai baranes de pedra però si unes baranes de ferro i filferro,construït entre el 1817 i 1818, pel Baró de Ribelles, segons consta en una pedra dintre de la masia dita la Torre de Ribelles. Passa per sobre del riu Llobregós, afluent per l'esquerra del Segre.